# Amath Ndiaye
Amath Ndiaye (Dakar, 1996. július 16. –) szenegáli válogatott labdarúgó, a spanyol Mallorca csatárja.

## Pályafutása

### Klubcsapatokban
Ndiaye a szenegáli fővárosban, Dakarban született. Az ifjúsági pályafutását a spanyol Valladolid csapatában kezdte, majd az Atlético Madrid akadémiájánál folytatta.
2015-ben mutatkozott be az Atlético Madrid tartalék, míg 2016-ban az első osztályban szereplő felnőtt keretében. A 2016–17-es szezonban a másodosztályú Tenerife csapatát erősítette kölcsönben. 2017-ben a Getafe-hoz igazolt. A 2020–21-es idényben a Mallorcánál szerepelt kölcsönben. A lehetőséggel élve, 2021. július 1-jén négyéves szerződést kötött a Mallorca együttesével. Először a 2021. augusztus 14-ei, Real Betis ellen 1–1-es döntetlennel zárult mérkőzés 61. percében, Ángel Rodríguez cseréjeként lépett pályára. Első gólját 2022. november 6-án, a Villarreal ellen idegenben 2–0-ás győzelemmel zárult találkozón szerezte meg.

### A válogatottban
Ndiaye 2018-ban debütált a szenegáli válogatottban. Először a 2018. szeptember 9-ei, Madagaszkár ellen 2–2-es döntetlennel zárult Afrikai Nemzetek Kupája selejtező 85. percében, Keita Baldét váltva lépett pályára.

## Statisztikák
2023. május 4. szerint
| Klub                  | Szezon   | Osztály          | Bajnokság | Bajnokság | Kupa és Ligakupa | Kupa és Ligakupa | Nemzetközi | Nemzetközi | Összesen | Összesen |
| Klub                  | Szezon   | Osztály          | Meccs     | Gól       | Meccs            | Gól              | Meccs      | Gól        | Meccs    | Gól      |
| --------------------- | -------- | ---------------- | --------- | --------- | ---------------- | ---------------- | ---------- | ---------- | -------- | -------- |
| Tenerife (kölcsönben) | 2016–17  | Segunda División | 39        | 12        | 2                | 1                | —          | —          | 41       | 13       |
| Getafe                | 2017–18  | La Liga          | 37        | 3         | 2                | 0                | —          | —          | 39       | 3        |
| Getafe                | 2018–19  | La Liga          | 15        | 1         | 0                | 0                | —          | —          | 15       | 1        |
| Getafe                | 2019–20  | La Liga          | 7         | 0         | 0                | 0                | —          | —          | 7        | 0        |
| Getafe                | Összesen | Összesen         | 59        | 4         | 2                | 0                | 0          | 0          | 61       | 4        |
| Mallorca (kölcsönben) | 2020–21  | Segunda División | 31        | 9         | 0                | 0                | —          | —          | 31       | 9        |
| Mallorca              | 2021–22  | La Liga          | 19        | 0         | 2                | 0                | —          | —          | 21       | 0        |
| Mallorca              | 2022–23  | La Liga          | 24        | 2         | 3                | 0                | —          | —          | 27       | 2        |
| Mallorca              | Összesen | Összesen         | 74        | 11        | 5                | 0                | 0          | 0          | 79       | 11       |
| Összesen              | Összesen | Összesen         | 172       | 27        | 9                | 1                | 0          | 0          | 181      | 28       |

### A válogatottban
| Válogatott | Év       | Pályára lépés | Gól |
| ---------- | -------- | ------------- | --- |
| Szenegál   | 2018     | 4             | 0   |
| Összesen   | Összesen | 4             | 0   |

## Sikerei, díjai
Mallorca
- Segunda División
  - Feljutó (1): 2020–21